# Епархия Кордовы
Епархия Кордовы (лат. Dioecesis Cordubensis, исп. Diócesis de Córdoba) — католическая епархия латинского обряда, расположенная в провинции Кордова, Испания.

## История
Христианская община в Кордове существовала с первых веков христианства, христианская епархия здесь основана в III веке. Первый достоверно известный епископ Кордовы, Осий Кордубский, принял епископское рукоположение между 290 и 295 годами. Осий Кордубский был важнейшей фигурой раннего христианства, он был одним из председателей Первого Никейского собора, возглавлял Сардикийский собор, был одним из авторов Никейского символа веры. Осий Кордубский почитается святым как в Католической, так и в Православной церкви. Епископы Кордовы принимали участие в Толедских соборах, в соборных актах приводятся сведения о церковной жизни в кордовской епархии VI—VII веков.
В 711 году Кордова была завоёвана маврами, в исламский период христианское население города продолжало существовать, но в сильно стеснённых условиях. В VIII и IX веках было несколько волн гонений на христиан, в ходе которых было убито множество мучеников, канонизированных впоследствии как кордовские мученики, среди которых наиболее известен Евлогий Кордовский.
В 1236 году Кордова была отвоёвана в ходе Реконкисты войсками короля Фернандо III. Границы кордовской епархии были изменены, она стала суффраганной епархией архиепархии Толедо, но позднее была переподчинена архиепархии Севильи. Роскошная мечеть Кордовы была переосвящена в католический кафедральный собор, в каковом качестве здание функционирует и поныне. в 1238 году был рукоположен первый епископ Кордовы после Реконкисты, Лопе де Фитеро.
Начиная с XIII века важную роль в духовной жизни епархии стали играть монашеские ордена, в первую очередь францисканцы, доминиканцы, тринитарии, мерседарии, августинцы, цистерцианцы и иеронимиты. В XVI веке ведущую роль в епархии, в первую очередь, в образовательной деятельности, стали играть иезуиты. В этот период в городе были основаны иезуитский колледж Санта-Каталина и епархиальная семинария Сан-Пелахьо (1583).
В период гражданской войны в Испании кордовская епархия, как и вся испанская церковь, сильно пострадала от республиканского террора. Было убито 82 священника, 19 монахов и множество простых верующих.

## Современное состояние
Епархия является суффраганной по отношению к архиепархии Севильи. С 2010 года епархию возглавляет епископ Деметрио Фернандес Гонсалес. По данным на 2016 год епархия насчитывала 792 018 католиков, 231 приход и 360 священников. Епархиальная семинария Сан-Пелахьо, основанная в 1583 году, действует и в наше время, в 2015 году в ней обучался 51 семинарист.